# Rozchlipka
Rozchlipky (Mya) jsou mlži žijící na mělčinách s písčitým nebo bahnitým dnem v severní části Atlanského oceánu.
Rozchlipka písečná se vyskytuje od Labradoru až po Severní Karolínu podél severovýchodního pobřeží Severní Ameriky a byla vysazena i na několika místech na tichomořském pobřeží.
Rozchlipka uťatá je častěji kolem Grónska a Islandu.
Rozchlipka písečná se považuje za pochoutku a obchodní sběr těchto mlžů vyvrcholil v roce 1935 celkovým úlovkem 12 milionů rozchlipek.
Rozchlipky snadno najdeme na mělčinách při odlivu podle toho, jak reagují na přibližující se kroky a vystřikují proudy vody, když se zahrabávají hlouběji do písku.
Z písku nebo bahna se dají vyhrabat zvláštními hráběmi. Jedí se smažené, vařené v páře nebo dušené.